# Lake Morton-Berrydale (Washington)
Lake Morton-Berrydale  est une census-designated place américaine de l'État de Washington dans le comté de King. 
La population était de 10 474 habitants en 2020.